# Capros aper

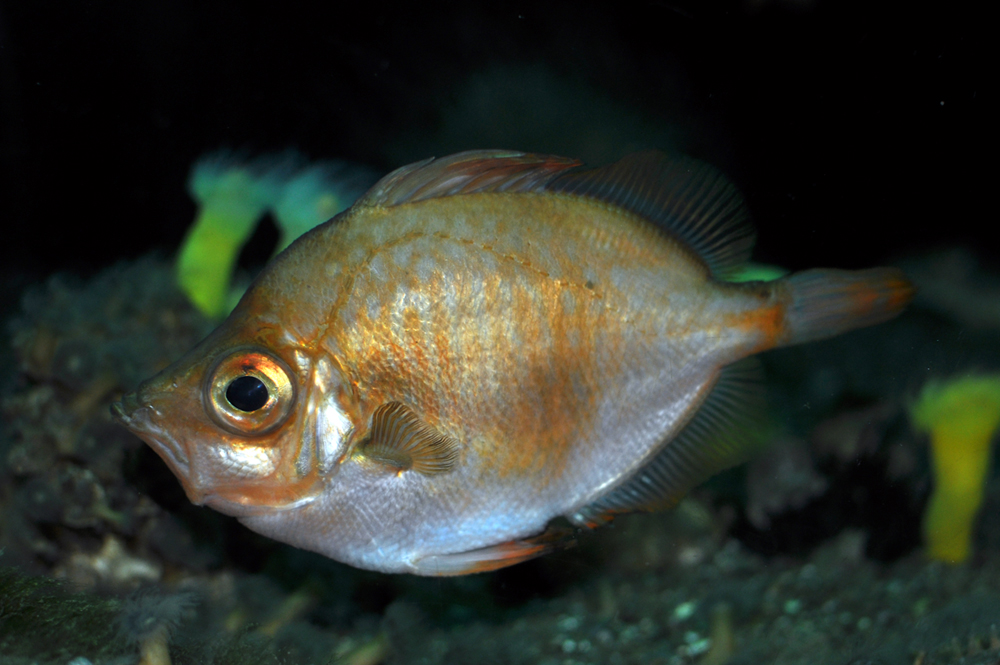
Espécime adulto (masculino).

Capros aper, conhecido pelos nomes comuns de peixe-pau ou pimpim, é uma espécie de pequenos peixes ósseos perciformes marinhos pertencente à família Caproidae. A espécie é a única do género monotípico Capros.

## Descrição
Com um comprimento corporal de apenas 5–13 cm, ocasionalmente atingindo os 25 cm, o peixe-pau é facilmente identificado pelos seus grandes olhos, em forte contraste com uma cabeça pequena que termina numa face aguçada sobre uma característica boca extensível. O corpo é alto e comprimido lateralmente (a altura é em geral de 2/3 do comprimento).
Os olhos são grandes e a boca muito protráctil, formando um curto tubo quando está protuída, com o focinho tão longo ou mais comprido que o diâmetro do olho. O perfil da cabeçaa sobre os olhos é côncavo.
Possui uma barbatana dorsal dividida em duas partes diferenciadas, a primeira com 9-10 raios espinhosos altos e destacados, e a segunda com 23-25 raios moles dorsais. A barbatana anal divide-se em três raios espinjosos, pequenos e robustos, e 22-24 raios moles (a forma e zona de inserção da parte de raios moles de ambas barbatanas são simétricas). As barbatanas peitorais são arredondadas.
As fêmeas tem o corpo de cor avermelhada ou rosada, com os machos, mais pequenos, exibindo coloração mais escura e bandas transversais amareladas nos flancos.

## Distribuição e habitat
Distribui-se pela costa oriental do Atlântico, entre os 10º e os 62º de latitude Norte. Vive a profundidades de 40 a 700 metros, embora seja mais frequentemente encontrado entre os 100 e os 400 m de profundidade.
A espécie vive em águas profundas e com fundos rochosos, formando densos cardumes. Ocasionalmente os indivíduos jovens aparecem junto à costa, em águas pouco profundas, onde se alimentam junto ao fundo. São frequentes os episódios de arrojamento de juvenis em praias, em particular durante tempestades de mar.